# ソヨゴ
ソヨゴ（冬青、学名：Ilex pedunculosa）は、モチノキ科モチノキ属の常緑小高木。別名フクラシバ、ソヨギ、フクラモチ、ウチダシソヨゴ。 

## 名称
和名ソヨゴは、風に戦（そよ）いで葉が特徴的な音を立てる様が由来とされ、「戦」と表記される。常緑樹で冬でも葉が青々と茂っていることから「冬青」の表記も見られる。「冬青」は常緑樹全般にあてはまることから、これを区別するために「具柄冬青」とも表記される。中国植物名でも、具柄冬青（刻脈冬青）と表記される。常緑で、木いっぱいに葉が茂り、風にそよぐと金属音を立てることら、ソヨゴと名付けられたといわれている。
フクラシバの別名は葉を加熱すると内部で気化した水蒸気が漏出することができず、葉が音をたてて膨らみ破裂することから「膨らし葉」が語源とされる。
中国名は、具柄冬青（別名：刻脈冬青）。

## 分布と生育環境
中国、台湾および、日本の本州（関東地方以西）、四国、九州に自然分布する。本州における分布の北限は新潟県と宮城県である。山地や山間部によく見られる。人の手によって、庭などに栽培もされる。

## 特徴

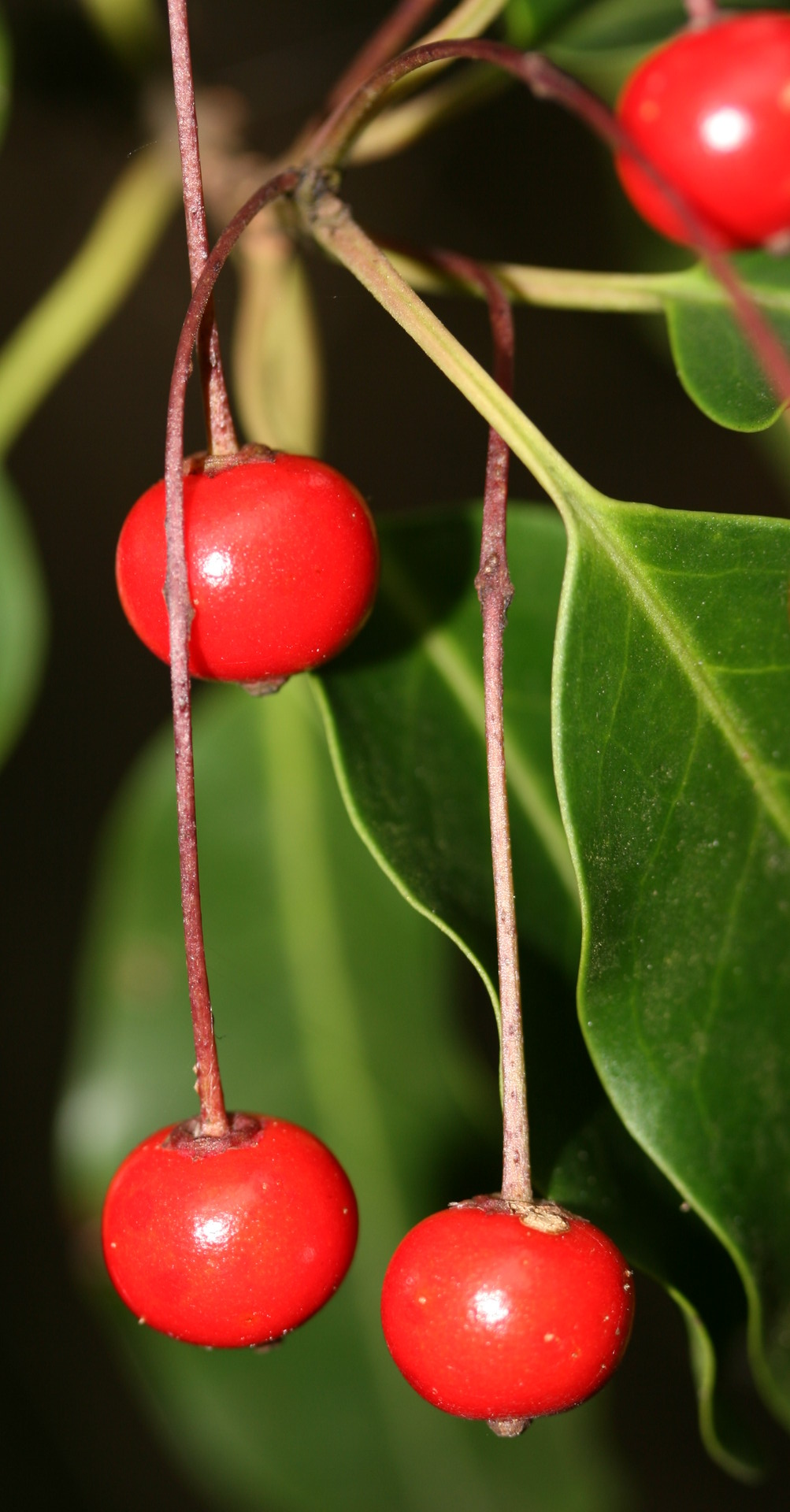
ソヨゴの赤く熟した果実

常緑広葉樹の小高木で、樹高は3 - 7メートル (m) ほどで、高くなると10 mほどになる。株立ちで多く枝分かれをする樹形になる。樹皮は灰褐色でほぼ滑らか、一年枝は褐色を帯びる。
葉は互生し、葉身は長さ4 - 8 cmの卵状楕円形、やや革質、光沢があってのっぺりした外見を持つ。表面は明るい緑で滑らか、裏面はやや白く中肋が突出する。葉縁は全縁で滑らかだが、波打つのが特徴である。葉には、1 - 2センチメートル (cm) と長めの葉柄がある。
開花期は5 - 7月頃で雌雄異株。雄花・雌花共に径4ミリメートル (mm) ほどの小さな白い花が咲き、はっきりした花柄がついて、本年枝の葉の付け根につく。雌花は葉腋に1 - 3個付き、雄花は集散花序に多数まとまって咲く。
果実は直径7 - 8 mmほどの球形の核果で、3 - 4 cmの果柄があってぶら下がってつき、はじめは緑色をしているが10 - 11月に赤く熟す。果柄は途中に苞葉の落ちた跡がある。雌株であっても、近くに雄株が無ければ結実しない。モチノキやクロガネモチのように果実が多数密生することはない。
冬芽は葉の基部につき、頂芽は側芽よりも大きく、頂芽は長卵形で暗紅紫色をしている。
根は浅く張るために、大きく成長すると台風などによって倒れやすい。

## 変異種
果実が黄色くなるものをキミノソヨゴ f. aurantiaca (Koidz.) Ohwi という。また、長野県には茎が這って根を出し、葉は細長くて鋸歯が出る変種があり、タカネソヨゴ var. senjoensis (Hayashi) H.Hara がある。
日本にはモチノキ属のものが他にもあるが、多くは短い柄を持つ果実を密集してつける。しかしクロソヨゴ H. sugeroki Maxim. はやはり長い柄を持つ果実をつけ、葉の形などもやや似ているが、葉に鋸歯があり、全体にやや小さい。枝が黒っぽい。

## 利用
葉に赤い実を吊り下げる姿が好まれ、庭木として人気があり、公園木や庭木として植栽もされている。シンボルツリーとするほか、生け垣や目隠しとして列をなして植えられる。緑と赤い実が楽しまれ、常緑樹にしては寒さや日陰に強く、北側の緑地や中庭などにも利用でき、成長の遅い樹として重宝される。
堅く緻密な材質ゆえ木からはそろばんの珠や櫛の材料に使われる。また手斧など工具の柄に使われることも多かったことから「具柄冬青」と書かれるようになった。葉にタンニンが多く含まれていて、褐色（オレンジ色）の染料に利用されている。他のモチノキ科と同じく樹皮から鳥もちを採るのにも使われた。このほか、常緑広葉樹としてはかなり北方まで生育するため、サカキの生育しない長野県などのやや寒冷な地域において、榊の代用として神事に使用されることがある。

## 種の保全状況評価
日本では以下の都道府県で、レッドリストの指定を受けている。
- 準絶滅危惧（NT） - 宮城県[14]
- 地域個体群（LP） - 新潟県[15]